# Одеська обласна філармонія
Одеська обласна філармонія імені Давида Ойстраха — концертна агенція, що провадить концертні виступи та керує творчою діяльністю зарахованих до її штату артистів-виконавців — музикантів-солістів, музично-виконавських колективів та артистів розмовних жанрів, а також організовує концертні виступи українських та іноземних артистів-гастролерів. Одеська філармонія є державною бюджетною організацією, підпорядкована Одеській обласній Раді та Одеській обласній державній адміністрації й субсидована ними.

## Історичний нарис
Одеська обласна філармонія є наступницею низки громадських і напівдержавних організацій, що вирішували завдання модернізації культури та організації культурного життя.
У 1842 році за ініціативою І. Тедеска було створено Одеське філармонічне товариство, що час від часу провадило оркестрові концерти.
1864 П. Сокальський співзасновував Товариство аматорів музики, що й собі провадило концерти.
1870 року ці обидва товариства об'єдналися, утворивши Одеське музичне товариство, яке 1886 року влилося у відкрите 1884 року Одеське відділення Імператорського російського музичного товариства. Відтоді в місті регулярно відбувалися симфонічні зібрання: взимку — в залі відбудованого в 1887 році Міського театру (нинішнього Театру Опери та Балету) і в новозведеній у 1899 році залі Нової біржі, а влітку, як правило, в Міському саду й Александровському парку (нині ім. Тараса Шевченка).
1894 року створено Одеський міський оркестр — перший міський оркестр в Російській імперії.
Після революції та громадянської війни, в період НЕПу оркестр підпорядковується новозаснованому в 1924/1925 році Одеському філармонійному товариству, в першому концерті якого одесит, згодом всесвітньо відомий диригент М. Малько з оркестром дав 9-у симфонію Бетховена, а за рік зіграв програму сучасної музики.
У 1937 засновано державну Одеську обласну філармонія (спочатку як філію Харківської філармонії, відтак як самостійну організацію), якій передано симфонічний оркестр та будівлю колишньої Нової біржі. Філармонія одержує монопольне право проведення гастролей і комерційних концертів на теренах міста і області, водночас вона забезпечує роботою численних професіональних артистів-виконавців і виконавські колективи як академічних, так і естрадних жанрів.
Після проголошення незалежності України в 1991 році та переходу до ринкової економіки Філармонія втрачає своє монопольне становище, також з її підпорядкування виведено симфонічний оркестр (нині — Національний одеський філармонічний оркестр).

### Під час російського вторгнення в Україну
31 січня 2025 року, близько 20:00, Росія завдала удару по Одесі балістичними ракетами. За повідомленням голови Одеської обласної військової адміністрації, в результаті вибухів у приміщеннях низки історичних памʼяток, зокрема Одеській обласній філармонії, вибиті вікна та пошкодженно фасад будівлі.

## Сучасна діяльність
Творчий колектив Філармонії охоплює вокалістів, музикантів-інструменталістів, музично-виконавські колективи, майстрів розмовного жанру, а також лекторів-музикознавців. Зусиллями артистів і редакторів філармонії створюються творчі проєкти та музично-освітні програми. Особливе місце в роботі Філармонії належить вихованню молоді, задля чого провадяться музичні абонементи та недільні концерти для дітей. Артисти Філармонії багато уваги приділяють гастрольній діяльності, регулярно концертуючи містами й селами Одеської області. Філармонія і далі співпрацює з Національним Одеським філармонічним оркестром (художній керівник і головний диригент Хобарт Ерл), надаючи залу для проб і концертів. Творча активність філармонії доповнюється широкою палітрою українських та іноземних артистів-гастролерів.
Останніми роками в залі Філармонії виступали Національний оркестр народних інструментів України під орудою В. Гуцала, а також солісти Н. Петров, М. Плєтньов, Т. Ґрінденко, М. Чайковська, Д. Мацуєв, Д. Башкіров, О. Семчук, Ю. Кот, Т. Анісімова, Б. Блох, В. Трєтьяков, П. Бурчуладзе, артист розмовного жанру М. Бакальчук та багато інших.
Філармонія бере участь в організації і проведенні таких міжнародних фестивалів і конкурсів, як Біла Акація, Дунайська весна, Два дні і дві ночі нової музики, Одеська гітарна осінь. Одеські діалоги, Ріхтер-фест, Дні Давида Ойстраха в Одесі, конкурс піаністів пам'яті Е. Гілельса, конкурс скрипалів ім. Д. Ойстраха тощо. У 2008 році в Одеській філармонії проходили концерти фестивалю «Два дні й дві ночі нової музики».

## Будівля
З 1937 року управління та концертний зал Одеської філармонії розташовані у будівлі колишньої Нової біржі, ця будівля офіційно визнана архітектурним та історичним пам'ятником. Будівлю зведено 1899 року в стилі італійської (венеційської) готики з елементами стилю Ренесансу (автор проєкту В. І. Прохаска, архітектор О. І. Бернардацці). Велику концертну залу на понад 1000 місць вважають унікальною за мистецьким оздобленням і акустичними властивостями.
У грудні 2023 року Комітет ЮНЕСКО із захисту культурної спадщини затвердив рішення внести чергові п’ять об’єктів культурної спадщини України до Міжнародного переліку культурних цінностей, які перебувають під тимчасовим посиленим захистом. Серед них є будівля Одеської обласної філармонії імені Давида Ойстраха.

## Галерея

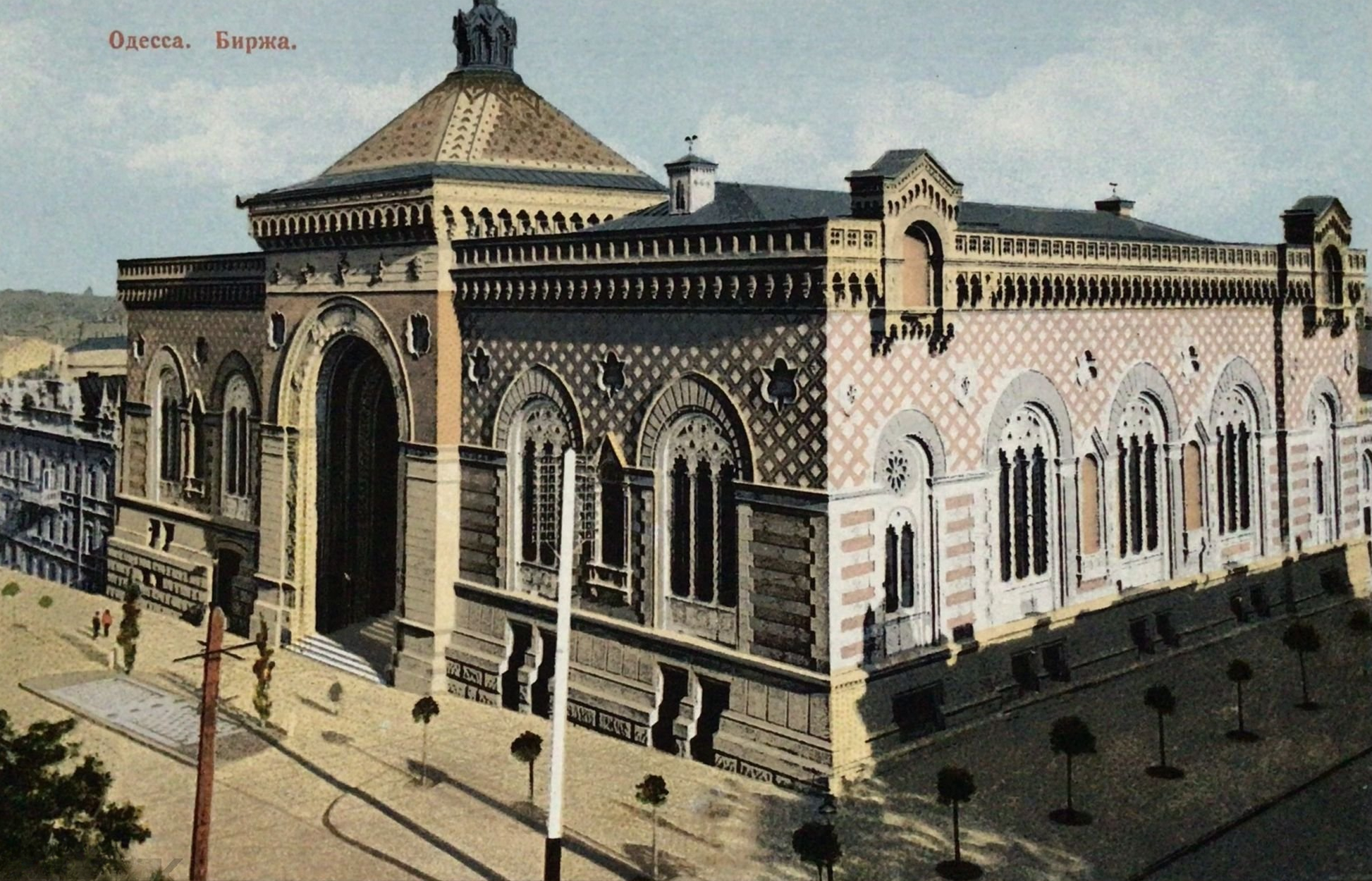
1900
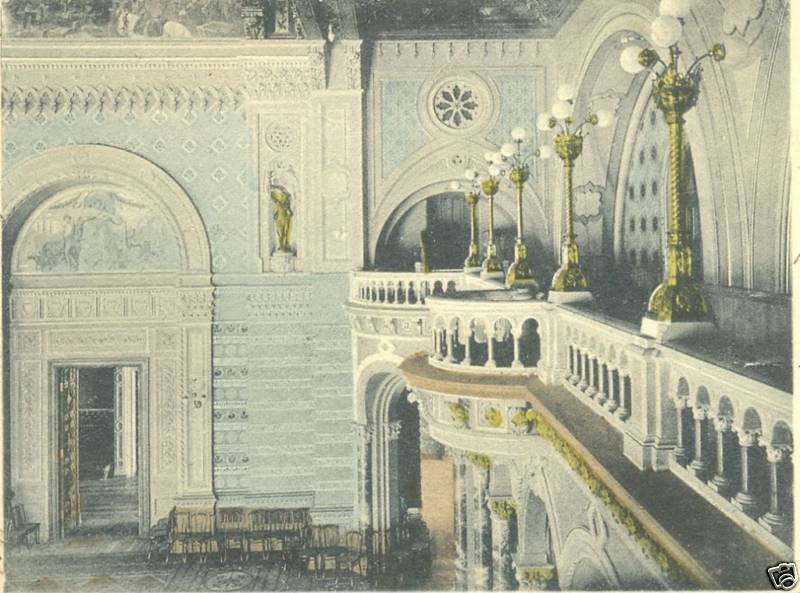
Головна зала
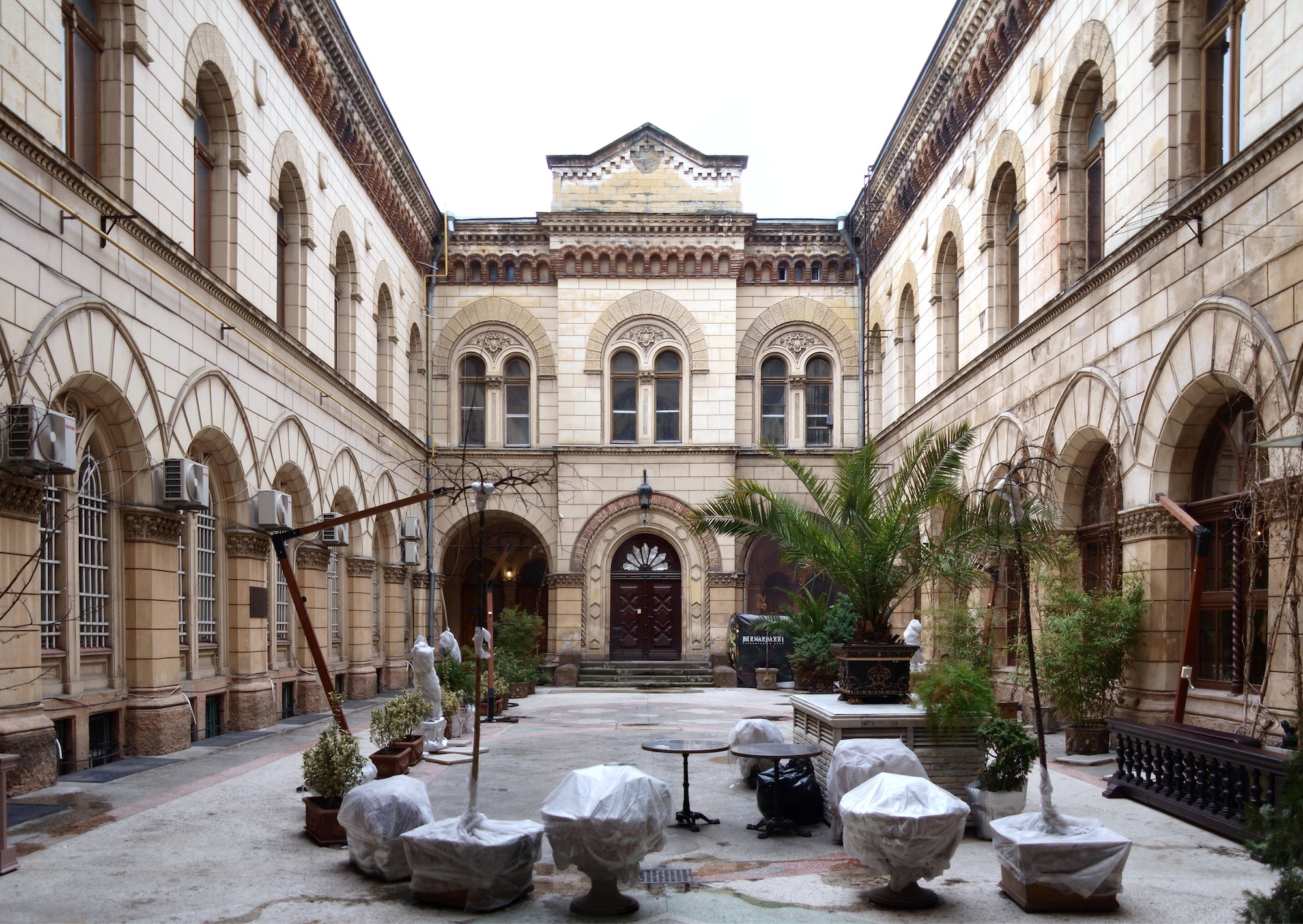
Двір
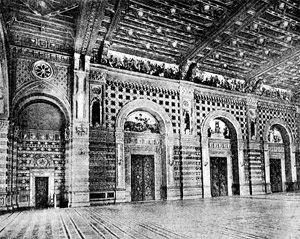
Концертний зал, 1899
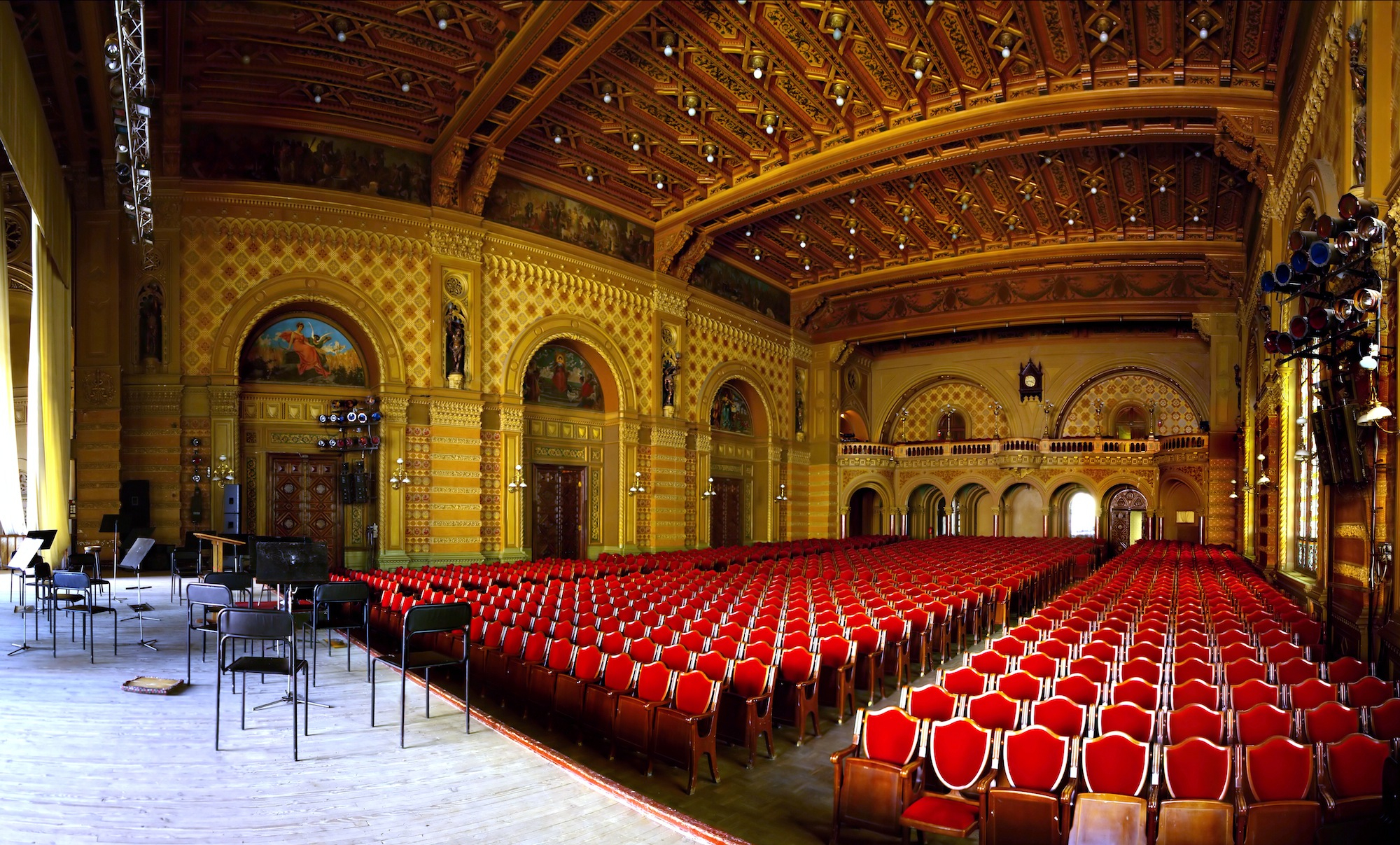
Концертний зал
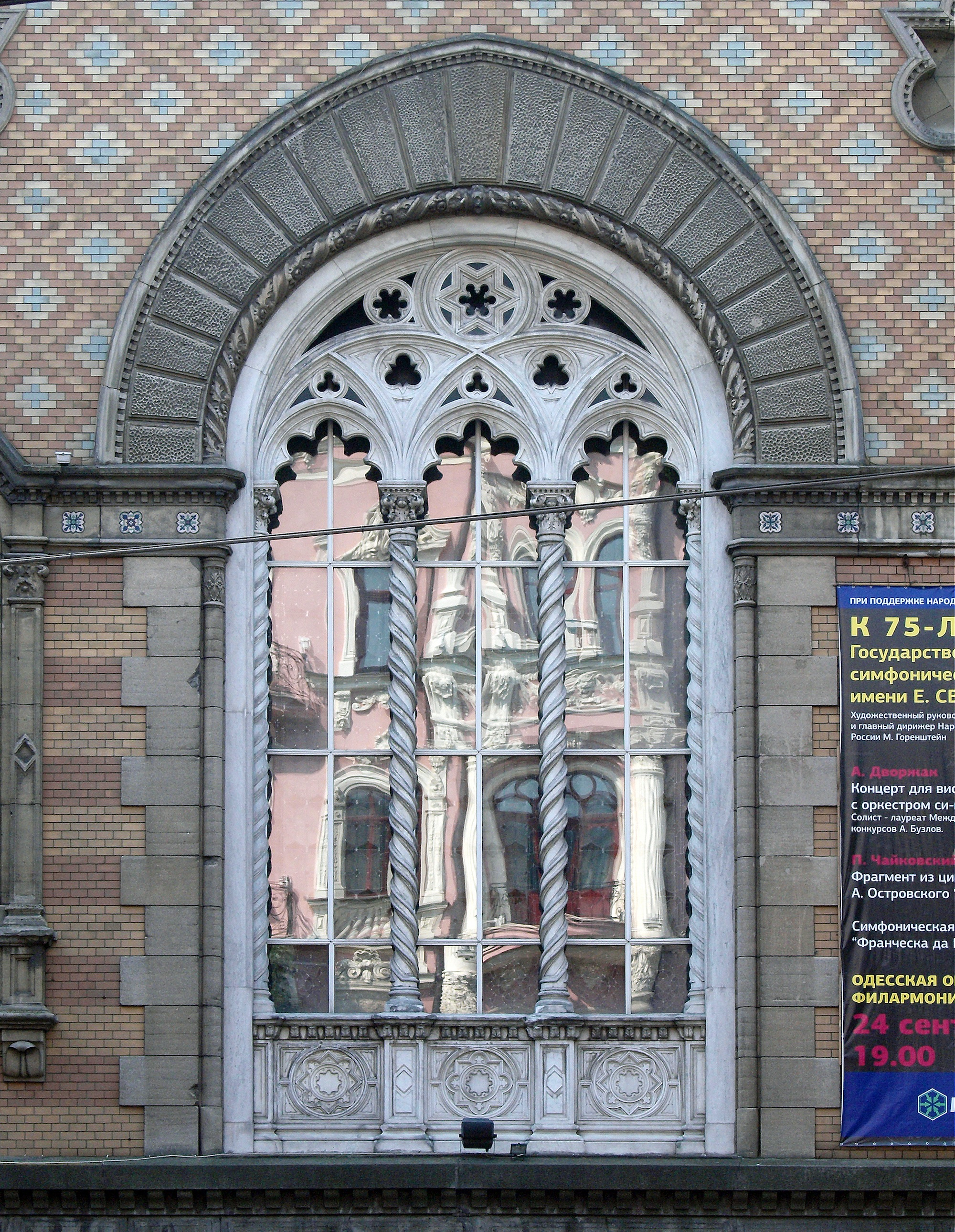
Вікна
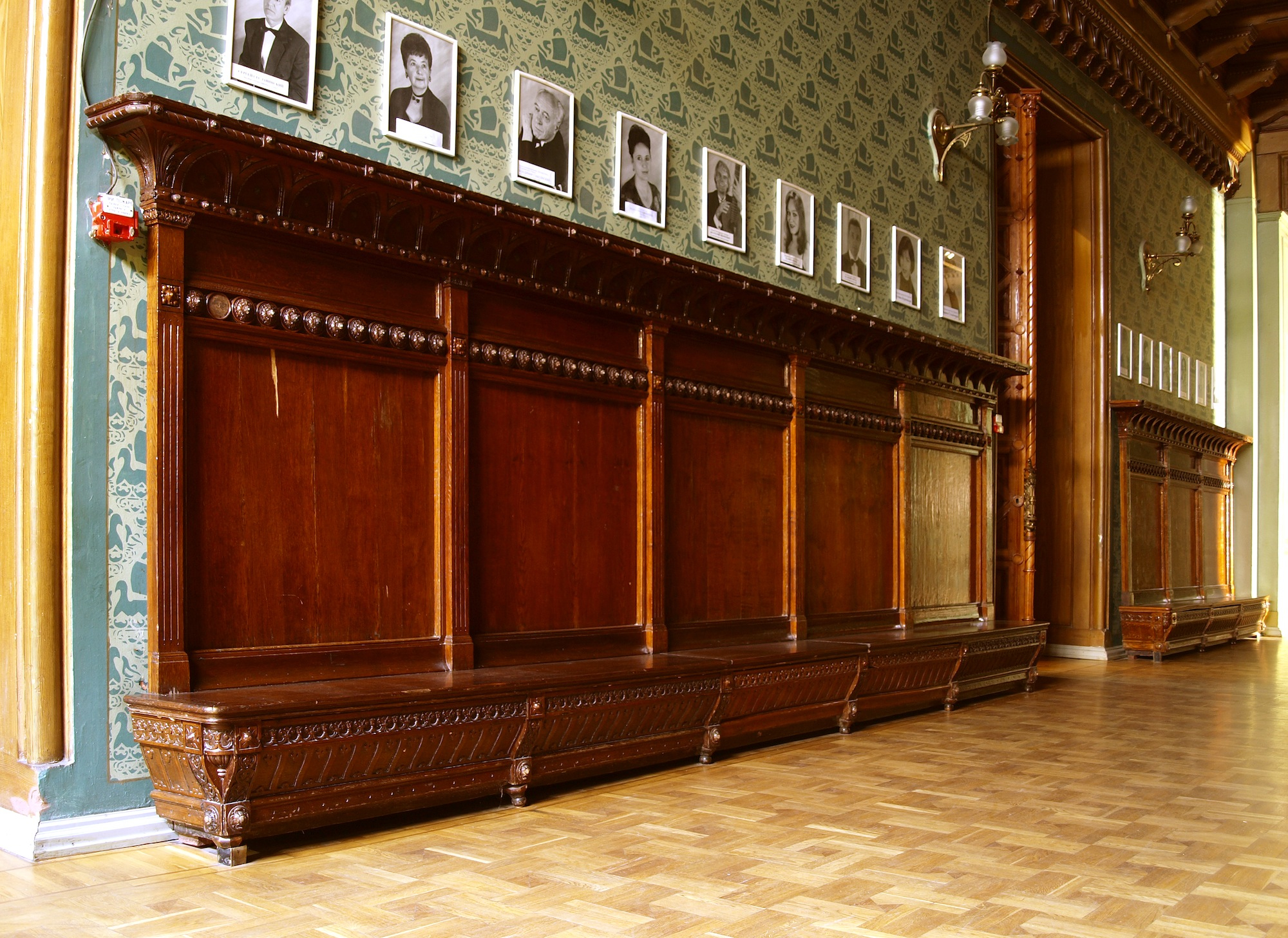
Центральний коридор